# Leonid Agutin

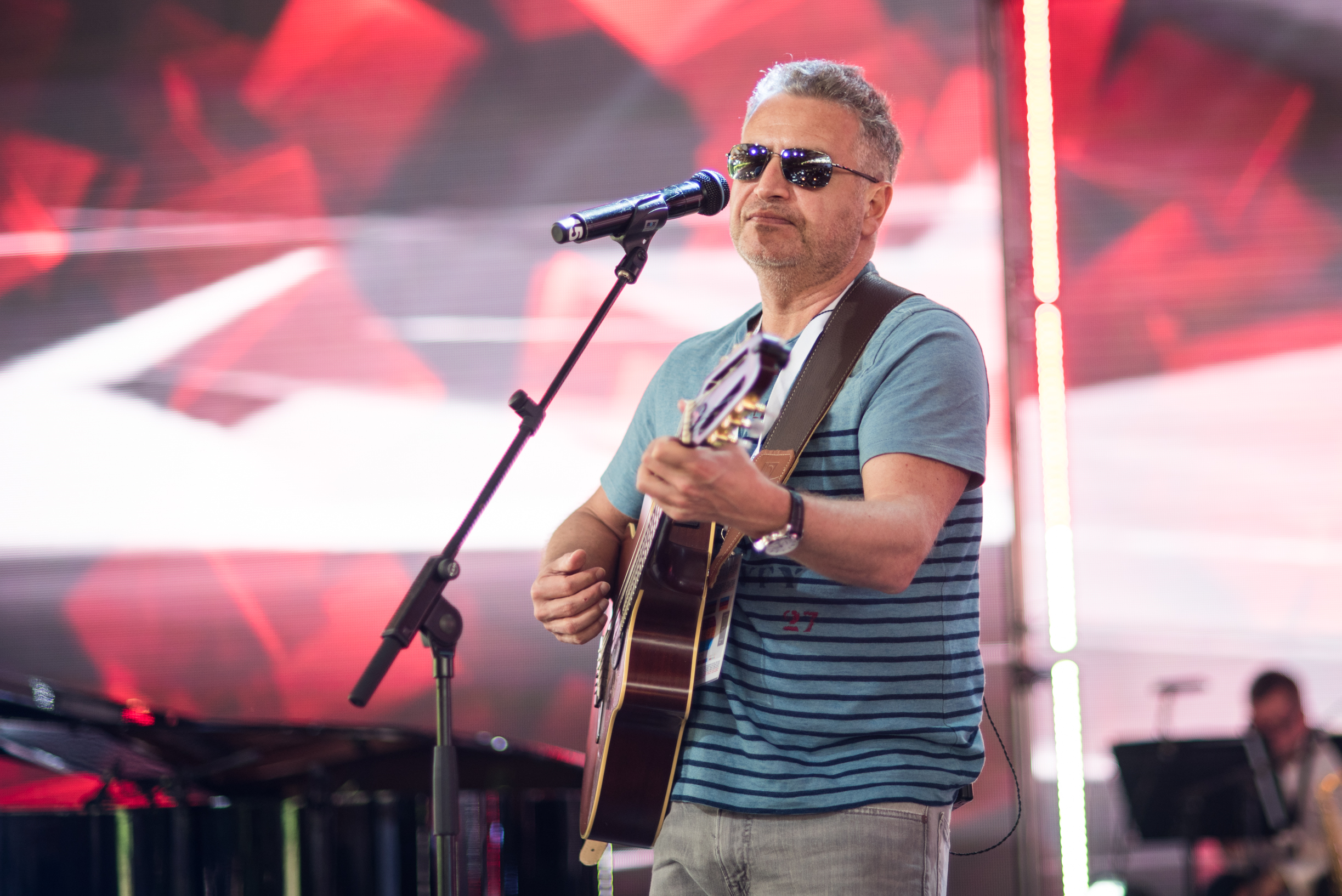
Leonid Agutin, 2017

podczas wręczenia Orderu Przyjaźni w 2018

Leonid Nikołajewicz Agutin (ros. Леонид Николаевич Агутин, ur. 16 lipca 1968 w Moskwie) – rosyjski piosenkarz, autor tekstów i kompozytor.
Laureat Międzynarodowego Konkursu dla Młodych Wykonawców Piosenki Estradowej w Jałcie (1992) i Międzynarodowego Konkursu dla Młodych Piosenkarzy Popowych w Jurmale (1993).
Uhonorowany tytułem Zasłużony Artysta Federacji Rosyjskiej (2008). W 2018 odznaczony Orderem Przyjaźni.

## Dyskografia
Albumy studyjne
- Bosonogij malczik (1994)
- Dekameron (1995)
- Letnij dożd (1998)
- Służebnyj roman (2000)
- Leonid Agutin (2000)
- Deża Wju (2003)
- Cosmopolitan Life (2005; z Alem Di Meolą)
- Lubow. Doroga. Grust i Radost (2007)
- Wremia poslednich romantikow (2012)
- Tajna sklejennych stranic (2013)
- Prosto o ważnom (2016)
- 50 (2018)
- Cover Version (2018)
- La Vida Cosmopolita (2020)

## Publikacje
- Leonid Agutin, Notatnik 69. Wiersze, Wydawnictwo AST 2008[2]
- Leonid Agutin, Księga wierszy i piosenek, Wydawnictwo AST 2009[3]
- Leonid Agutin, Poezja zwykłych dni, Wydawnictwo Mann, Iwanow & Ferber 2015[4]